# Мейер, Джулиус
Джулиус Л. Мейер (англ. Julius L. Meier, 31 декабря 1874, Портленд, штат Орегон — 14 июля 1937, Корбетт, штат Орегон) — американский политик, бизнесмен, общественный деятель, 20-й губернатор Орегона в 1931—1935 годах.
Он был единственным независимым кандидатом, избранным на пост губернатора штата Орегон.
Сын основателя универмага Meier & Frank, он стал юристом, прежде чем заняться семейным бизнесом в Портленде.

## Ранние годы
Мейер родился в 1874 году в Портленде, в семье немецких иммигрантов еврейского происхождения: Аарона, торговца и основателя крупнейшего универмага Орегона, Meier & Frank, и Жаннетт (Хирш) Мейер. У него было трое братьев и сестер; он был отцом Джин Эллен Мейер Эрман Райхерт, Эльзы Фрэнсис Мейер Ганц и Джулиуса Л. (Джека) Мейера младшего. В 1901 году он женился на Грейс Мейер.
В 1895 году Мейер окончил юридический факультет Университета Орегона и в течение следующих четырех лет практиковал юриспруденцию с партнером, Джорджем У. Джозефом, пока не занялся семейным бизнесом. Согласно семейной традиции, именно в это время он добавил к своему имени букву «L»; Художник, который писал его имя на двери, настаивал на том, чтобы у всех юристов, по существу, было второе имя, поэтому Мейер предложил букву «L».

## Политическая карьера
Мейер посвятил 30 лет гражданской активности, прежде чем заняться политикой. Будучи известным филантропом, он также руководил многими благими делами. Во время Первой мировой войны он возглавлял акции Liberty Loan, был региональным директором Совета национальной обороны, а после войны помогал в реабилитации Франции. Он также возглавлял Орегонскую комиссию Панамо-тихоокеанской международной выставки 1915 года в Сан-Франциско, а в 1922 году попытался провести всемирную ярмарку в Портленде в 1925 году.
Важным достижением было то, что Мейер возглавил «Ассоциацию шоссе реки Колумбия», гражданский комитет, оказывавший политическую поддержку строительству «Шоссе реки Колумбия», сначала на запад от Портленда до Астории (1912–1915), а затем на восток от Портленда до Даллеса (1913–1922).
В 1920-х годах, будучи адвокатом, Мейер активно участвовавшим в деятельности Республиканской партии Портленда. Мейер получал ежемесячные платежи от представителей организованной преступности, особенно от операций по продаже спиртных напитков и азартных игр. Полный ежемесячный платеж составлял 175 000 долларов; Мейер получил свою долю наличными от флориста Томми Люка, близкого друга мэра Портленда Джорджа Луиса Бейкера.

## Губернатор Орегона
На выборах губернатора 1930 года Джордж У. Джозеф, лишенный статуса адвоката во время обширного спора с Верховным судом штата Орегон по поводу завещания и наследства немецкого бизнесмена и филантропа Эрнеста Генриха Вемме, выиграл от республиканцев кандидатуру губернатора Орегона, но он вскоре умер. Когда Мейер отклонил выдвижение, Республиканская партия выбрала Фила Метчана-младшего, сына бывшего казначея штата Орегон и связанного с Ку-клукс-клан, в качестве кандидата на замену. В отличие от основного элемента платформы Джозефа, Метчан выступал против государственного строительства гидроэлектростанций вдоль реки Колумбия.
Мейер вступил в гонку как независимый кандидат, приняв платформу Джозефа. Несмотря на оппозицию его кандидатуре со стороны «The Oregonian» (крупнейшая газета штата), он набрал 54,5 % от общего числа голосов, опередив своего ближайшего конкурента, кандидата от демократов Эдварда Ф. Мерфи, 135 608 голосов против 62 434. Подавляющая победа Мейера рассматривалась как отражение сильной общественной поддержки развития государственной гидроэнергетики.
На посту губернатора Мейер продолжал брать взятки, поскольку он «усердно преследовал коррупцию и взяточничество везде, где это практиковали его политические враги». Например, его соперник-губернатор-республиканец Фил Метчан-младший входил в правление порта Портленда. Мейер послал агрессивного бухгалтера-криминалиста Фрэнка Эйкина, чтобы выяснить имелись ли на месте факты мошенничества. Вскоре Эйкин обнаружил проблемы, но был убит за день до того, как должен был представить их Законодательной ассамблее Орегона, а также начал расследование Водного бюро Портленда. Доказательства против управляющего портом – Джеймса Х. Полхемуса, были уже опубликованы, и общественность потребовало его отставки. Вокруг смерти Эйкина ходило много слухов. В конце концов с Полхемуса сняли обвинения во взяточничестве.
Мейер занимал пост губернатора лишь один срок (1931–1935), отказавшись баллотироваться на второй срок по состоянию здоровья. Он нанял Джорджа У. Джозефа младшего в качестве юрисконсульта во время первой законодательной сессии своей администрации, лично выплачивая ему зарплату. Среди его достижений было создание Комиссии по контролю за алкогольными напитками штата Орегон (после прекращения запрета), основание полиции штата Орегон, помощь в создании Государственного совета по сельскому хозяйству и комиссии штата по безработице, стремление к принятию беспристрастной судебной системы и используя свою деловую хватку, чтобы помочь государству справиться с финансовыми невзгодами Великой депрессии. Попытки установить налог с продаж и государственную власть не сразу увенчались успехом, хотя в 1933 году было принято федеральное законодательство, разрешающее государственное строительство плотин Бонневиль и Гранд-Кули.

## Последние годы
В 1937 году журнал Time сообщил, что Мейер вложил большую часть своего состояния в то, что он назвал своим «любимым финансовым хобби», «Американский национальный банк Портленда», который был закрыт в июне 1933 года, а его активы и обязательства были приобретены «First National Bank». После службы в качестве губернатора он ушел в отставку в «Менуха», свое поместье над рекой Колумбия в Корбетте (штат Орегон), спроектированное архитектором Германом Брукманом, где он и умер в 1937 году. Мейер похоронен на кладбище Бет Исраэль в Портленде.
В 1950 году его семья продала поместье Менуха Первой пресвитерианской церкви Портленда, которая теперь работает как конференц-центр и ретритный центр. В 1966 году семьи Мейер и Фрэнк продали сеть универмагов компании The May Department Stores Company. После продажи May компании «Federated» в 2005 году оставшиеся магазины в сентябре 2006 года были переименованы в магазины «Macy's».